# Bensonhurst
Bensonhurst è un quartiere della città di New York situato nella parte sud-occidentale del borough di Brooklyn.

## Geografia
Bensonhurst confina con i seguenti altri quartieri: Gravesend a sud-est, Midwood ad est, Borough Park a nord, Dyker Heights ad ovest, e Bath Beach a sud-ovest.

## Storia
Il quartiere deve il suo nome ad Arthur W. Benson, presidente della "Brooklyn Gas Light", che a metà del XIX secolo acquistò i terreni di quest'area con tutte le fattorie, per poi rivenderli in piccoli lotti, dando il via all'urbanizzazione della zona.

## Società

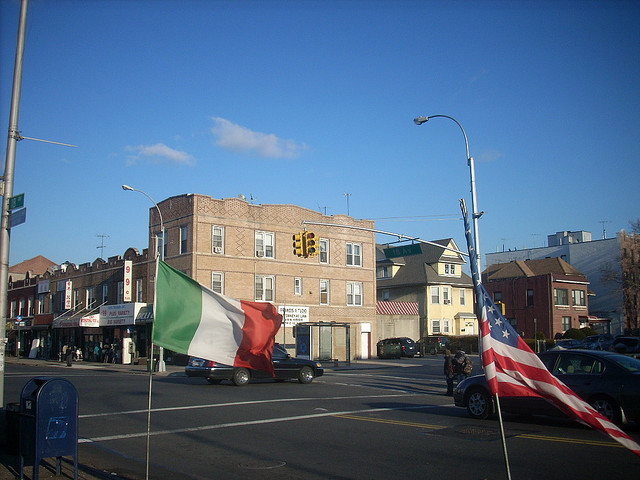
Veduta 18° Avenue

La popolazione di Bensonhurst una volta era composta quasi esclusivamente da immigrati di origini italiane ed ebree. Oggi è ancora molto numerosa la comunità italiana, che è la più grande in termini numerici, seguita da quelle degli immigranti provenienti dalla ex Unione Sovietica, dall'America Latina e dalla Cina, tanto che è presente una "Chinatown" con locali ed attività commerciali.

## Trasporti
Il quartiere è servito dalla metropolitana di New York attraverso le stazioni di 62nd Street, 71st Street, 79th Street, 18th Avenue, 20th Avenue, Bay Parkway e 25th Avenue della linea BMT West End (treni della linea D), quelle di New Utrecht Avenue, 18th Avenue, 20th Avenue e Bay Parkway della linea BMT Sea Beach (treni della linea N) e quelle di Avenue N e Avenue P della linea IND Culver (treni della linea F).